# Резолюция Совета Безопасности ООН 1090
Резолюция Совета Безопасности Организации Объединённых Наций 1090 (код — S/RES/1090), принятая без голосования на закрытом заседании 13 декабря 1996 года, рассмотрев вопрос о рекомендации для назначения Генерального секретаря Организации Объединённых Наций, Совет рекомендовал Генеральной Ассамблее ООН назначить г-на Кофи Аннана на срок полномочий с 1 января 1997 года по 31 декабря 2001 года.
Кофи Аннан, дипломат из Ганы, был седьмым Генеральным секретарем Организации Объединённых Наций. Соединенные Штаты наложили вето на очередной срок его предшественника Бутроса Бутроса-Гали из-за отсутствия реформ.
Это был первый случай, когда резолюция Совета Безопасности была принята путем аккламации.